# Liste der Naturdenkmale in Piesport
Die Liste der Naturdenkmale in Piesport nennt die im Gemeindegebiet von Piesport ausgewiesenen Naturdenkmale (Stand 11. März 2024).

## Naturdenkmale
| Nr.         | Bezeichnung  | Lage                                                                          | Beschreibung  | Bild                          |
| ----------- | ------------ | ----------------------------------------------------------------------------- | ------------- | ----------------------------- |
| ND-7231-449 | Moselloreley | östlich von Niederemmel am gegenüberliegenden Moselufer; Flur In der Lay Lage | Felsformation | mehr Fotos \| Fotos hochladen |

## Ehemalige Naturdenkmale
| Nr. | Bezeichnung    | Lage                                       | Beschreibung                                           | Bild                                    |
| --- | -------------- | ------------------------------------------ | ------------------------------------------------------ | --------------------------------------- |
|     | Drei Nussbäume | Piesport, St-Michaelstraße, bei Nr. 2 Lage | Juglans regia, drei Bäume; Rechtsverordnung aufgehoben | Direkt Bild zu diesem Denkmal hochladen |